# Konstantín Krijevski
Konstantín Krijevski   (Odintsovo, 20 de febrer de 1926 - Moscou, 18 de novembre de 2000) fou un futbolista rus de la dècada de 1950.
Fou 14 cops internacional amb la selecció soviètica amb la qual participà en la Copa del Món de Futbol de 1958.
Pel que fa a clubs, defensà els colors de Krylia Sovetov Kuibyshev, VVS Moscou i FC Dynamo Moscou.